# Thượng Cam Lĩnh
Thượng Cam Lĩnh (chữ Hán giản thể:上甘岭区, âm Hán Việt: Thượng Cam Lĩnh khu) là một quận thuộc địa cấp thị Y Xuân, tỉnh Hắc Long Giang, Cộng hòa Nhân dân Trung Hoa. Quận Thượng Cam Lĩnh có diện tích 1461 km², dân số 20.000 người. Mã số bưu chính của quận Thượng Cam Lĩnh là 153032. Quận này có 1 nhai đạo biện sự xứ Hồng Sơn.